# Monomma pruinosum
Monomma pruinosum is een keversoort uit de familie somberkevers (Zopheridae). De wetenschappelijke naam van de soort werd in 1917 gepubliceerd door George Charles Champion.